# Isabel de Villena
Isabel de Villena (Valencia, 1430 – 1490) è stata una badessa e scrittrice spagnola.
Figlia naturale di Enrique de Villena, è l'autrice della Vita Christi. L’opera, che ha fatto considerare l'autrice una femminista medievale per il ruolo di primaria importanza dato alle donne, è considerata tra le più significative del cosiddetto secolo d’oro valenciano.

## Biografia
Elinor (o Elionor) Manuel de Villena nacque a Valencia nel 1430. Fu la figlia illegittima di Enrique de Villena, un marchese e scrittore imparentato sia con la casa reale dei Castiglia che con quella degli Aragona, e di una donna tutt’oggi sconosciuta. Rimasta orfana all’età di quattro anni, crebbe nella famiglia del padre, trasferendosi nella palazzo della cugina Maria di Castiglia, regina consorte del re d’Aragona, Alfonso il Magnanimo.
Nel 1445, all’età di quindici anni, entrò nel convento di monache clarisse della Santissima Trinità di Valencia, fondato proprio dalla regina. Questa, infatti, approfittando del fatto che dei monaci agostiniani erano stati espulsi per cattiva condotta dal monastero situato appena fuori le mura della città, vista l'ottima posizione decise di farvi trasferire una comunità di monache dell’ordine francescano provenienti da Gandia. Nel convento, considerato simbolo del controllo reale, professavano le figlie delle migliori famiglie valenciane dell’epoca.
Dopo aver preso il velo, Elinor decise di cambiare il suo nome in Isabel. Nel 1462, grazie all’ottenimento della dispensa papale, che le fu concessa nonostante le origini illegittime, divenne la badessa del convento, mantenendo tale ruolo fino alla morte, avvenuta nel 1490 per peste. Durante questi trent'anni fu responsabile di sviluppi positivi per il convento: portò dei miglioramenti edilizi e acquistò diverse collezioni di libri, trasformando così il convento in un punto di riferimento per la vita culturale dell’epoca.
Le sue conoscenze culturali (acquisite grazie all’educazione ricevuta a corte) le permisero di comporre, oltre alla Vita Christi, anche altre due opere riscoperte in tempi moderni: una raccolta di sermoni e un libro improntato sulla Vita Christi, lo Speculum animae (il cui manoscritto è conservato nella Biblioteca Nazionale di Parigi).

## Vita Christi
Isabel de Villena iniziò a scrivere la Vita Christi in data sconosciuta, ma anteriore al 1462, per volere della sua badessa e con il fine di dare delle linee guida di comportamento alle sue consorelle. Per questo si ispirò all’opera omonima di Ludolph (o Ludolfo) di Sassonia, detto il Certosino, alle riforme francescane e soprattutto alla devotio moderna, un movimento molto in voga all’epoca.
La Vita Christi è un’opera divisa in 290 capitoli. Come indica il titolo stesso, narra della vita di Cristo e delle donne che lo affiancarono, dando, però, un rilievo maggiore a queste ultime, e specialmente alla figura di Maria. I capitoli non presentano una coerenza nella loro natura o una schema rigido: alcuni si concentrano sulla narrazione dei fatti, altri presentano semplicemente eventi allegorici. Inoltre molti hanno la lunghezza di appena un paragrafo, mentre altri sono piuttosto lunghi.
Nonostante la buona conoscenza del latino da parte dell’autrice, l’opera venne scritta in catalano in quanto, molte delle monache cui era rivolta, benché provenissero da nobili famiglie, non comprendevano la lingua latina. L'opera venne composta in prosa poiché era sempre più frequente per le opere religiose essere scritte in prosa romanza.
Lo stile utilizzato è chiaro, ai fini della massima comprensione, ma sempre adatto a trattare di argomenti elevati.
Intenzione dell’autrice era quella di terminare l’opera trattando dell’assunzione della Vergine Maria e della sua intronizzazione. La Vita Christi però non venne mai conclusa: fu la badessa successiva, Aldonca de Montsoriu, a pubblicarla per la prima volta nel 1497, per volere della regina Isabel de Castiglia. Il testo fu poi ristampato nel 1513 a Valencia e nel 1527 a Barcellona. Inoltre, all'opera venne aggiunto un prologo in cui venne inclusa una dedica alla regina e indicato lo scopo, didattico, del testo nonché un epilogo in cui si indicava il perché della mancata conclusione del testo: la morte della sua autrice.

### La figura di Maria
Isabel de Villena si propose di narrare all’interno del suo libro la vita di Gesù Cristo, tuttavia si concentrò maggiormente sulla figura della madre. In questo modo, oltre che una "Vita Christi" l'opera risultò anche una "Vita Mariae". A dimostrarlo è il fatto che l’opera si apre proprio con il concepimento di Maria nel grembo della madre Anna e si chiude con la sua Assunzione ed Incoronazione. Oltre a ciò, gli eventi significativi della vita di Gesù sono sempre visti dalla prospettiva dell’effetto che hanno su Maria.
Opponendosi di fatto ad altre opere religiose che presentavano Maria come un essere perfetto, immutabile, a cui nessuna donna reale poteva avvicinarsi, e soprattutto come una figura passiva che lascia che gli eventi le accadano, de Villena ribaltò questa immagine dotandola di una maggiore umanità, in modo soprattutto da rendere più efficace la narrazione e l’effetto che questa avrebbe dovuto avere sui lettori. Nel testo, Maria viene presentata come un esempio di comportamento a cui tutti gli uomini e le donne dovrebbero guardare. A tale proposito, particolarmente importanti sono i momenti della narrazione in cui si mostra la sua fragilità e difficoltà dinnanzi al suo conflitto interiore: prediligere i suoi sentimenti o seguire la sua fede nel progetto divino. L’autrice, infatti, non intende nascondere il dolore dei protagonisti: lo usa invece per farli sentire più vicini ai lettori, i quali devono comprendere come, nonostante provochi sofferenza, solitamente, il mettere da parte i propri desideri personali a fronte del dovere e del bene comune sia la scelta migliore.
Altro aspetto importante, che ha un notevole peso nel testo, legato all’immagine di Maria è la sua regalità: essendo colei che porta in grembo il Figlio di Dio è di fatto colei che porta Dio nel mondo. Ciò la rende la "regina imperiale" e il tramite con l’uomo e, di conseguenza, coadiutrice della missione salvifica che sarà portata in atto da Gesù Cristo. Quest'ultimo verrà, però, orientato dalla madre che, per l’appunto, influenzerà il nuovo ordine sociale universale e l’operare dei poteri più alti della terra. Il protagonismo salvifico della Vergine verrà enfatizzato a tal punto da oscurare quello del figlio.
Oltre a ciò, la figura della Vergine in quanto regina serve a de Villena per sviluppare la dimensione politica all’interno della sua opera: di fatto Maria è descritta anche come modello di reggimento della Chiesa, punto di riferimento per gli uomini detentori del potere, soprattutto quelli in ambito ecclesiastico.
Essendo la madre di Dio, era necessario che Maria esprimesse magnificenza e bellezza, non solo interiore ma anche esteriore: per questa ragione viene spesso raffigurata con magnifici gioielli, vestiti, e abiti che non erano solamente degli abbellimenti ma anche i simboli di virtù della Vergine, andando contro i padri della chiesa che condannavano gli ornamenti femminili come peccaminosi.
Al momento della sua generazione, Dio scelse sette virtù per accompagnarla: Carità, Devozione, Fede, Misericordia, Pietà, Speranza e Umiltà. Esse vengono raffigurate allegoricamente come delle fanciulle che l’accompagnano, dialogano con lei e la spronano non soltanto a essere ma anche ad agire, come quando dovette salire i quindici gradini che l’avrebbero portata al Tempio per recitare i salmi al fine di supplicare per la redenzione umana, in una perfetta fusione di contemplazione e azione. Tali virtù-fanciulle sono al suo servizio, tuttavia il legame che ha con loro è di amore reciproco.

### Obiettivi dell’opera
Nella Vita Christi  è presente un’introduzione che spiega che lo scopo del libro è puramente didattico e meditativo. Suor Isabel de Villena, infatti, ricevette dalla sua superiora l'incarico di scrivere un testo in grado di educare le sue consorelle sulla vita di Gesù Cristo e da questa trarne degli insegnamenti, oltre che guidare il suo pubblico nell’arte della contemplazione emotiva e della meditazione. Per tale motivo evitò di scrivere testi dottrinali e orazioni, scegliendo invece, in parte, il genere delle narrazioni amorose e della letteratura meditativa in modo da assicurarsi l’attenzione del lettore, coinvolgendolo nella narrazione, ed innestare in esso la volontà di cambiare il suo comportamento, nonché facilitare l’apprendimento delle regole di condotta.
La tecnica utilizzata da de Villena fu quella dell’amplificatio: essa consiste letteralmente nell’amplificazione, cioè nell’esagerazione dell’uso di immagini, figure retoriche e di scene inventate così da poter deliziare il suo pubblico e invogliarlo maggiormente alla lettura. Fondamentali risultano poi diverse scene ricche di lunghi dialoghi che incoraggiano alla preghiera e le esclamazioni e gli appelli al pubblico disseminati lungo i vari capitoli al fine di rendere attiva la partecipazione alla lettura e, dunque, alla meditazione.
In particolar modo furono le donne accanto Gesù a fungere da modello di comportamento in modo che le monache potessero trovare maggiore affinità con i personaggi e in essi identificarsi; di conseguenza all’interno del testo assumono una grande rilevanza, fino a diventarne le reali protagoniste.
Il testo nasce anche come difesa delle donne contro le dichiarazioni misogine dell’opera Espill o Llibre de les dones (Specchio o libro delle donne) scritto da Joan Roig, medico del convento di cui de Villena era la badessa.
Nella maggior parte dell'opera sono scelti episodi della vita di Cristo legati alle maggiori figure femminili delle Scritture come la madre, Maria (per la quale, peraltro, si fa sottintendere chiaramente che durante gli ultimi anni della sua esistenza deciderà di condurre una vita monastica), Sant’Anna e Maria Maddalena. Difatti, da una parte, i patimenti di Maria hanno lo scopo di mostrare alle monache come le sofferenze e le rinunce ai desideri siano fondamentali per il raggiungimento della vita eterna; dall’altra, però, la figura di Maria Maddalena funge da sfogo emotivo. Maria Maddalena, a differenza di altri scritti, non viene mai presentata come una prostituta ma come una nobildonna vittima del pettegolezzo. Inoltre non viene descritta come una semplice discepola di Cristo, ma come la donna di cui Cristo era innamorato, raffigurando così la storia d’amore tra una divinità e un credente, un concetto già presente e ripreso dalla tradizione classica della Bibbia. Tale relazione amorosa doveva far sì che le monache clarisse si immedesimassero nel personaggio di Maria Maddalena, incoraggiandole a innamorarsi della figura di Cristo.

### L’importanza delle donne nell’opera
La Vita Christi di Isabel de Villena è considerata una delle prime opere di impronta femminista, in quanto viene dato molto peso alle figure femminili delle Scritture, e adottato uno stile prettamente femminile, anche in vista del pubblico a cui si rivolgeva l’opera, le consorelle di de Villena, le quali avrebbero dovuto prendere spunto dagli atteggiamenti delle protagoniste femminili.
Come Joan Roig, la maggior parte degli autori di quel periodo tendeva a disprezzare ciò che avevano da dire le donne perché visto come banale e fuorviante.
Il Gesù della Vita Christi è invece un uomo, investito della massima autorità, che si circonda di donne, dialoga con loro e le ascolta con attenzione e gentilezza. Di conseguenza, nel suo testo il discorso femminile viene elevato dotandolo di importanza e credibilità, spronando in tale maniera le sue lettrici a non intimidirsi di fronte alle autorità maschili e ai loro discorsi misogini.
L’importanza data al genere femminile non riguarda solamente la vita di Cristo ma la redenzione del genere umano: Gesù affida il compito di trasmettere il suo messaggio di pace e di fede non ai suoi discepoli uomini, bensì a Maria e a Maddalena, facendole di loro le coadiutrici della Redenzione.

## Celebrazioni moderne
Dal 2003 viene conferito dal Dipartimento per la Parità del Comune di Quart de Poblet il premio Isabel de Villena a tutti coloro che si sono distinti per aver svolto un lavoro rilevante nel campo delle pari opportunità.